# Rot-Weiss Cuxhaven
Rot-Weiss Cuxhaven (offiziell: Rot-Weiss Cuxhaven von 1990 e. V.) ist ein Sportverein aus Cuxhaven. Der Verein entstand im Jahre 1990 aus dem Zusammenschluss der Vereine Cuxhavener SV, ESV Eintracht Cuxhaven und Brockeswalder SV. Der Verein hat etwa 1100 Mitglieder in 17 Abteilungen.
Die erste Fußball-Herrenmannschaft spielt seit dem Abstieg im Jahre 2025 in der siebtklassigen Bezirksliga Lüneburg. In der Vergangenheit spielte man u. a. zweimal für je eine Saison Jahr in der Oberliga Niedersachsen-Ost. Beide Male stieg man aber wieder ab in die Landesliga Lüneburg. Der Stammverein Cuxhavener SV spielte von 1943 bis 1945 in der erstklassigen Gauliga Osthannover und von 1949 bis 1959 zehn Jahre in der zweitklassigen Amateuroberliga Niedersachsen-West. Eintracht Cuxhaven spielte ein Jahr in der höchsten niedersächsischen Amateurliga. Seine Heimspiele trägt der Verein auf dem Sportplatz Kampfbahn in der Hermann-Allmers-Straße, der Platz für etwa 4000 Zuschauer bietet, aus.
Rot-Weiss Cuxhaven war außerdem Stammverein der Basketballmannschaft Cuxhaven BasCats, die sich im Jahre 2004 nach dem Aufstieg in die 2. Basketball-Bundesliga selbständig machte und 2015 aufgelöst wurde. Danach traten die Basketballer wirtschaftlich unabhängig vom Stammverein als Rot-Weiss Cuxhaven Basketball an. Seit 2017 wurde die Abteilung mehrfach nach Insolvenzen umbenannt.

## Geschichte

### Strukturelle Entwicklung
Am 4. August 1911 wurde der Marine-Sportverein Cuxhaven gegründet, der sich nach dem Ende des Ersten Weltkrieges in SV Cuxhaven umbenannte. Vorstandsquerelen brachten im Jahre 1924 das Aus für den SV Cuxhaven. Als Nachfolger wurde der Cuxhavener SV gegründet. Von diesem spalteten sich im Jahre 1933 einige unzufriedene Mitglieder ab und gründeten den Brockeswalder SV. Ältester Stammverein ist die am 14. März 1909 gegründete Freie Turnerschaft Cuxhaven, bei der ein Jahr später eine Fußballabteilung entstand. Im Jahre 1933 wurde der Verein als Mitglied des Arbeiter-Turn- und Sportbund von den Nationalsozialisten verboten und aufgelöst. Im Oktober 1945 gründeten ehemalige Mitglieder der Freien Turnerschaft zusammen mit dem SV Nordsee Cuxhaven den VfL Cuxhaven, der am 11. Oktober 1949 mit der Schwimm- und Sport-Gemeinschaft Cuxhaven zum Eisenbahner Sport-Verein Eintracht Cuxhaven fusionierte. Im April 1989 nahmen die Vorstände der drei Vereine erste Gespräche über eine mögliche Fusion auf. Am 23. Februar 1990 wurde schließlich der Verein Rot-Weiß Cuxhaven gegründet. Der Vereinsname wurde durch einen Wettbewerb von der Sportredaktion der Cuxhavener Nachrichten gefunden. Da nicht alle Mitglieder des ESV Eintracht Cuxhaven mit der Fusion einverstanden waren, gründeten einige ehemalige Eintrachtler am 17. Februar 2001 den FC Eintracht Cuxhaven.

### Stammverein Cuxhavener SV

Vereinslogo

Der Marine-Sportverein Cuxhaven erreichte im Jahre 1917 die Endrunde um die Norddeutsche Meisterschaft. Nach dem Ende des Ersten Weltkrieges spielte der SV Cuxhaven in den frühen 1920er Jahren in der erstklassigen Bezirksliga Weser/Jade. Nach der Wiedereinführung der Wehrpflicht im Jahre 1935 kam der Cuxhavener SV sportlich wieder nach vorne, als zahlreiche Marinesoldaten in die Stadt kamen. Bereits im Jahre 1937 wurde die Deutsche Marinemeisterschaft gewonnen. Sechs Jahre später stieg die Mannschaft in die Gauliga Osthannover auf. Der spätere Nationalspieler Ottmar Walter spielte zu dieser Zeit für den CSV. Im Jahre 1944 schaffte die Mannschaft den Einzug ins norddeutsche Pokalfinale, das gegen den LSV Hamburg mit 1:3 verloren wurde.
Nach dem Zweiten Weltkrieg gehörte der Cuxhavener SV im Jahre 1949 zu den Gründungsmitgliedern der Amateuroberliga West, in der die Mannschaft drei Jahre später den dritten Platz belegen konnte. Nach vielen Jahren im gesicherten Mittelfeld stieg der Cuxhavener SV im Jahre 1959 überraschend ab. In den Jahren 1962 und 1963 scheiterte die Mannschaft jeweils in der Aufstiegsrunde und wurde dann 1964 in die viertklassige Verbandsliga Nord eingruppiert. Zwei Jahre später stieg der Cuxhavener SV aus dieser ab. Nach einer vierjährigen Rückkehr in die Verbandsliga zwischen 1969 und 1973 qualifizierte sich der Cuxhavener SV für den DFB-Pokal. Das Erstrundenspiel beim SV Chio Waldhof wurde mit 1:3 verloren.
In den Jahren 1977 und 1978 klopfte der Cuxhavener SV als Vizemeister hinter dem VfL Germania Leer bzw. dem TuS Esens noch einmal an der Tür zum niedersächsischen Oberhaus und spielten ab 1979 in der Landesliga. Im Jahre 1982 stieg die Mannschaft in die Bezirksoberliga ab und schafften fünf Jahre später den Wiederaufstieg in die Landesliga. Es folgte der direkte Wiederabstieg, wo der Verein bis zur Fusion im Jahre 1990 spielte.

### Stammverein ESV Eintracht Cuxhaven

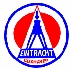
Vereinslogo

Die Eintracht gehörte im Jahre 1950 zu den Gründungsmitgliedern der drittklassigen Amateurliga Stade. Nachdem die Mannschaft in der Saison 1957/58 noch in der Aufstiegsrunde gescheitert war, schaffte die Eintracht ein Jahr später nach einem 3:1-Sieg im Entscheidungsspiel gegen den TuS Einswarden den Aufstieg in die Amateuroberliga Niedersachsen-West. Als abgeschlagener Letzter folgte der direkte Wiederabstieg. Im Jahre 1964 qualifizierte sich die Mannschaft für die neu geschaffene Verbandsliga Nord. Drei Abstiege in Folge zwischen 1966 und 1968 bugsierten die Eintracht in die Kreisliga.
Aus dieser stieg die Mannschaft im Jahre 1970 wieder auf und schaffte zwei Jahre später den Sprung in die Bezirksliga, wo die Eintracht im Jahre 1975 Vizemeister hinter dem Cuxhavener SV wurde. Nach der Ligareform von 1979 spielte der Verein zunächst in der Bezirksliga und musste auf Anhieb in die Bezirksklasse absteigen. Im Jahre 1982 ging es in die Kreisliga hinunter, bevor drei Jahre später mit dem Abstieg in die 1. Kreisklasse der sportliche Tiefpunkt erreicht wurde. Doch die Eintracht stieg direkt wieder auf und verblieb bis zur Fusion im Jahre 1990 in der Bezirksklasse.

### Stammverein Brockeswalder SV
Vor dem Zweiten Weltkrieg bedeutungslos schaffte die Mannschaft im Jahre 1951 den Aufstieg in die drittklassige Amateurliga Stade und beendete 1954 erstmals eine Spielzeit vor der Eintracht. Nach einem zwischenzeitlichen Abstieg im Jahre 1959 kehrte der BSV drei Jahre später zurück und qualifizierte sich 1964 für die neu geschaffene Verbandsliga Nord. 1966 übernahm der Brockeswalder SV die lokale Führungsrolle, nachdem sowohl der Cuxhavener SV als auch die Eintracht in die Bezirksliga absteigen mussten. Drei Jahre später sicherte sich die Mannschaft erst nach einem Entscheidungsspielsieg über Rot-Weiß Scheeßel den Klassenerhalt, bevor der Brockeswalder SV 1970 als Tabellenletzter absteigen musste.
Es folgten sieben Jahre in der Bezirksliga, ehe die Mannschaft in die Bezirksklasse absteigen musste. Dem direkten Wiederaufstieg folgte die Qualifikation für die Bezirksoberliga Lüneburg, der die Brockeswalder von 1979 bis 1982 und in der Saison 1985/86 angehörten. Im Jahre 1988 stieg die Mannschaft aus der Bezirksliga ab und spielte bis zur Fusion zwei Jahre später in der Bezirksliga.

### Rot-Weiss Cuxhaven
Rot-Weiss Cuxhaven nahm im Jahre 1990 den Spielbetrieb in der Bezirksoberliga Lüneburg auf und musste drei Jahre später in die Bezirksklasse absteigen. In der folgenden Bezirksligasaison wurden die Rot-Weissen in die Bezirksklasse durchgereicht. Der direkte Wiederaufstieg wurde verpasst, da die Mannschaft das Entscheidungsspiel der Vizemeister gegen den FC Hambergen mit 2:3 verlor. Schon in der folgenden Saison 1995/96 gelang als Meister der Wiederaufstieg in die Bezirksliga. Im Jahre 2003 stieg Rot-Weiss wieder in die Bezirksoberliga Lüneburg auf und wurde im Jahre 2007 dort Vizemeister hinter dem Rotenburger SV. Mit zwei Punkten Rückstand auf einen Nichtabstiegsplatz mussten die Cuxhavener die Niedersachsenliga Ost gleich wieder verlassen.
Erneut als Vizemeister, dieses Mal hinter dem SV Ahlerstedt/Ottendorf, wurde der sofortige Wiederaufstieg geschafft. Darüber hinaus gewannen die Rot-Weissen gegen den TV Jahn Schneverdingen den Lüneburger Bezirkspokal. Als Tabellenvierzehnter mussten die Rot-Weissen auch dieses Mal sofort wieder absteigen. Grund hierfür war eine Ligenreform, die aus einer zweigleisigen eine eingleisige Oberliga Niedersachsen machte. Im Jahre 2012 folgte der erneute Abstieg in die Bezirksliga. Vier Jahre später waren die Cuxhavener sportlich abgestiegen, verblieben aber durch die Fusion des VfL Stade mit dem TuS Güldenstern Stade in der Bezirksliga. Im Jahre 2022 gelang schließlich der Wiederaufstieg in die Landesliga. Aus dieser stieg die Mannschaft 2025 aufgrund der schlechteren Tordifferenz gegenüber dem TSV Etelsen ab.

## Statistik

### Erfolge
- Aufstieg in die Niedersachsenliga bzw. Oberliga Niedersachsen: 2007, 2009
- Aufstieg in die Bezirksoberliga bzw. Landesliga Lüneburg: 2003, 2022, 2024
- Bezirkspokalsieger Lüneburg: 2009[5]

### Saisonbilanzen
| Cuxhavener SV    | Cuxhavener SV                      | Cuxhavener SV    | ESV Eintracht Cuxhaven | ESV Eintracht Cuxhaven             | ESV Eintracht Cuxhaven |
| von bis          | Liganame                           | Ligalevel        | von bis                | Liganame                           | Ligalevel              |
| 1919–1920        | Kreisliga Unterweser               | 1                | 1950–1959              | Amateurliga 6                      | 3                      |
| 1922–1924        | Bezirksliga Weser/Jade             | 1                | 1959–1960              | Amateuroberliga Niedersachsen-West | 2                      |
| 1943–1945        | Gauliga Osthannover                | 1                | 1959–1960              | Amateuroberliga Niedersachsen-West | 2                      |
| 1947–1949        | Landesliga Bremen                  | 2                | 1964–1966              | Verbandsliga Niedersachsen-Nord    | 4                      |
| 1949–1959        | Amateuroberliga Niedersachsen-West | 2                | 1966–1967              | Bezirksliga 6                      | 5                      |
| 1959–1964        | Amateurliga Stade                  | 3                | 1968–1970              | Kreisliga Land Hadeln/Cuxhaven     | 7                      |
| 1964–1966        | Verbandsliga Niedersachsen-Nord    | 4                | 1970–1972              | Bezirksklasse Stade-Nord           | 6                      |
| 1966–1969        | Bezirksliga Stade                  | 5                | 1972–1974              | Bezirksliga 6                      | 5                      |
| 1970–1973        | Verbandsliga Niedersachsen-Nord    | 4                | 1974–1979              | Bezirksliga 6                      | 6                      |
| 1974–1975        | Bezirksliga Stade                  | 5                | 1979–1980              | Bezirksliga Lüneburg-West          | 7                      |
| 1975–1979        | Verbandsliga Niedersachsen-Nord    | 5                | 1980–1982              | Bezirksklasse Lüneburg 4           | 8                      |
| 1979–1982        | Landesliga Niedersachsen-Ost       | 5                | 1982–1985              | Kreisliga Cuxhaven                 | 9                      |
| 1982–1987        | Bezirksoberliga Lüneburg           | 6                | 1985–1986              | 1. Kreisklasse Cuxhaven            | 10                     |
| 1987–1988        | Landesliga Niedersachsen-Ost       | 5                | 1986–1987              | Kreisliga Cuxhaven                 | 9                      |
| 1988–1990        | Bezirksoberliga Lüneburg           | 6                | 1987–1990              | Bezirksklasse Lüneburg 4           | 8                      |
| Brockeswalder SV | Brockeswalder SV                   | Brockeswalder SV | Rot-Weiss Cuxhaven     | Rot-Weiss Cuxhaven                 | Rot-Weiss Cuxhaven     |
| von bis          | Liganame                           | Ligalevel        | von bis                | Liganame                           | Ligalevel              |
| 1951–1959        | Amateurliga Stade                  | 3                | 1990–1993              | Bezirksoberliga Lüneburg           | 6                      |
| 1959–1962        | Bezirksliga Stade                  | 4                | 1993–1994              | Bezirksliga Lüneburg-West          | 7                      |
| 1962–1964        | Amateurliga Stade                  | 3                | 1994–1996              | Bezirksklasse Lüneburg 4           | 6                      |
| 1964–1970        | Verbandsliga Niedersachsen-Nord    | 4                | 1996–2003              | Bezirksliga Lüneburg-West          | 7                      |
| 1970–1977        | Bezirksliga Stade                  | 5                | 2003–2007              | Landesliga Lüneburg                | 6                      |
| 1977–1978        | Bezirksklasse Stade-Nord           | 6                | 2007–2008              | Niedersachsenliga Ost              | 5                      |
| 1978–1979        | Bezirksliga Stade                  | 5                | 2008–2009              | Oberliga Niedersachsen-Ost         | 5                      |
| 1979–1982        | Bezirksoberliga Lüneburg           | 6                | 2010–2012              | Landesliga Lüneburg                | 6                      |
| 1982–1985        | Bezirksliga Lüneburg-West          | 7                | 2012–2022              | Bezirksliga Lüneburg 4             | 7                      |
| 1985–1986        | Bezirksoberliga Lüneburg           | 6                | 2022–2023              | Landesliga Lüneburg                | 6                      |
| 1986–1988        | Bezirksliga Lüneburg-West          | 7                | 2023–2024              | Bezirksliga Lüneburg 4             | 7                      |
| 1988–1990        | Bezirksklasse Lüneburg 4           | 8                | 2024–2025              | Landesliga Lüneburg                | 6                      |
|                  |                                    |                  | seit 2025              | Bezirksliga Lüneburg 4             | 7                      |

## Sportplätze

### Sportplatz „Kampfbahn“

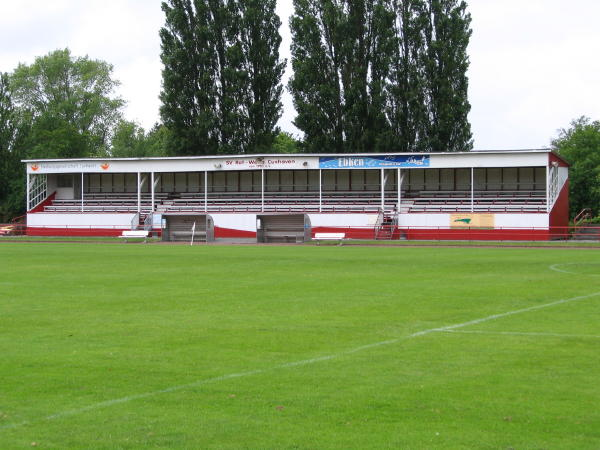
Sportplatz „Kampfbahn“

Der Hauptplatz von Rot-Weiss Cuxhaven ist der im Jahre 1950 errichtete Sportplatz „Kampfbahn“. Er entstand aus den Überresten eines alten Marinesportplatzes. Er besitzt eine Haupttribüne mit Sitzplatzgelegenheiten für ca. 750 Personen. Stehstufen sind links und rechts von der Haupttribüne errichtet worden. Früher war der Platz (Tribüne, Geländer, Vereinslokal etc.) im Stile der Vereinsfarben des Cuxhavener SV in Grün-Weiß gehalten. Nach der Fusion zu Rot-Weiss Cuxhaven hat sich das entsprechend dem Namen geändert.

### Sportplatz am Strichweg
Auf den Sportplatz am Strichweg spielen heute meistens die Ersatzmannschaften von Rot-Weiss. Für Fußball ist der Platz aufgrund seiner Ausrichtung auf Leichtathletik eher unbeliebt. Normalerweise gibt es für Zuschauer nur drei Stehstufen. Eine Ausnahme sind die EWE Athletics, eine Leichtathletikveranstaltung, die jedes Jahr in Cuxhaven stattfindet. Hierfür wird jedes Mal eine provisorische Tribüne errichtet. Durch eine Zufahrt hinter dem Stadion kommt man direkt an den Deich. Begibt man sich auf diesen, so sieht man in naher Entfernung das Wahrzeichen Cuxhavens, die Kugelbake.

### Jahnsportplatz
Der dritte Sportplatz, heute vom FC Eintracht und von der zweiten Mannschaft von Rot Weiss Cuxhaven genutzt, stellt den Rekord für das Fußballspiel in Cuxhaven: Das bereits erwähnte Spiel gegen den Hamburger SV im Jahre 1946. Heute gibt es dort zwei Sportplätze (Jahnplatz I und Jahnplatz II). Früher gab es dort eine Holztribüne, die die Zuschauerzahl von 6000 ermöglichte. Inzwischen gibt es nur noch ein paar Stehstufen auf der „Insel“, die die beiden Plätze trennt und auf der Pappeln stehen.

### Sportplatz Brockeswalde
Dieser Platz wurde 1928 eröffnet. Aktuell tragen die Mannschaften der A-Jugend und der B-Jugend dort ihre Partien aus.

## Persönlichkeiten
- Matthias Gersonde, war Zweitligaspieler beim VfL Osnabrück
- André Hahn, wurde Bundesligaspieler beim FC Augsburg, Borussia Mönchengladbach und dem Hamburger SV
- Alicia Kersten, wurde Bundesligaspielerin bei Werder Bremen